# Rookie Cops
Rookie Cops (너와 나의 경찰수업?, Neo-wa na-ui gyeongchalsu-eopLR; lett. "Tu e la mia classe della scuola di polizia") è una serie televisiva sudcoreana distribuita su Disney+ dal 26 gennaio al 16 marzo 2022.

## Trama
Wi Seung-hyun è una matricola con lode della Korean National Police University, uno dei campus più conservatori ed esclusivi della Corea, che sogna di seguire le orme di suo padre. Tutto procede secondo i piani finché non incontra Go Eun-kang, una matricola combinaguai che si è iscritta per inseguire la propria cotta non corrisposta.

## Personaggi e interpreti
- Wi Seung-hyun, interpretato da Kang Daniel
- Go Eun-kang, interpretata da Chae Soo-bin
- Kim Tak, interpretato da Lee Shin-young
- Gi Han-na, interpretata da Park You-na